# Буревісник Гутона
Буревісник Гутона (Puffinus huttoni) — морський птах з родини буревісникових (Procellariidae). Названий на честь англійського натураліста Фредеріка Волластона Гаттона (1836—1905), куратора Кентерберійського музею в Крайстчерчі (Нова Зеландія), який зібрав типові зразки.

## Поширення
Гніздовий ендемік Нової Зеландії. Поширений навколо всього узбережжя Нової Зеландії, але більшість птахів трапляються біля східної частини Південного острова, особливо між протокою Кука та півостровом Бенкс. Розмножується у горах в субальпійських і альпійських зонах, у норах на висоті 1200—1800 м. Поза сезоном розмноження трапляється, в основному, в австралійських водах. Їхнє розмноження обмежене лише двома колоніями, що залишилися в Сівордському хребті Кайкура, одній із понад 100 000 пар у верхів'ї річки Коухай та одній невеликій (8000 пар) колонії на приватній землі біля потоку Шервотер.

## Спосіб життя
Харчується у відкритому океані переважно дрібною рибою та крилем, пірнаючи на глибину до 20 м з висоти кількох метрів над поверхнею або повільно веслуючи вперед, шукаючи із зануреною головою, а потім пірнаючи, використовуючи для руху частково розкриті крила.